# Ипсиланти (Мичиган)
Ипсила́нти (англ. Ypsilanti), часто используется сокращённый вариант И́пси (англ. Ypsi) — город в округе Уоштено, штат Мичиган, США. Наиболее известен, вероятно, как место расположения Университета Восточного Мичигана. Согласно переписи населения 2010 года, в городе проживает 19 435 человек. На севере граничит с тауншипом Сьюпириор, а на западе, юге и востоке — с тауншипом Ипсиланти, которому дал своё название. Расположен в 10 км к востоку от Анн-Арбора и примерно в 29 км к западу от границ Детройта.

## История

### Ранние годы

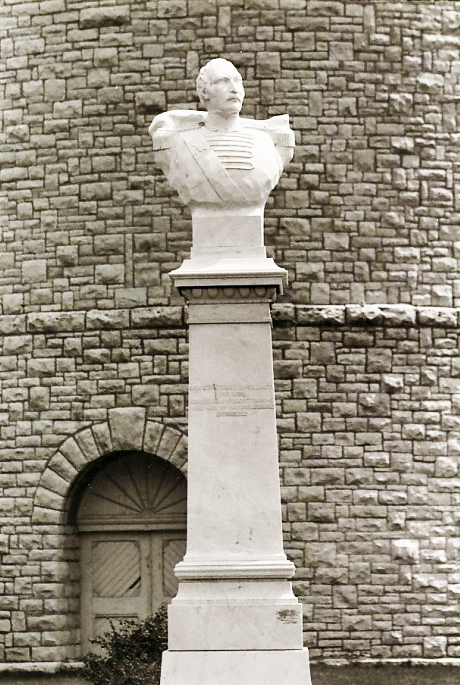
Бюст Димитриоса Ипсиланти у Водонапорной башни города Ипсиланти

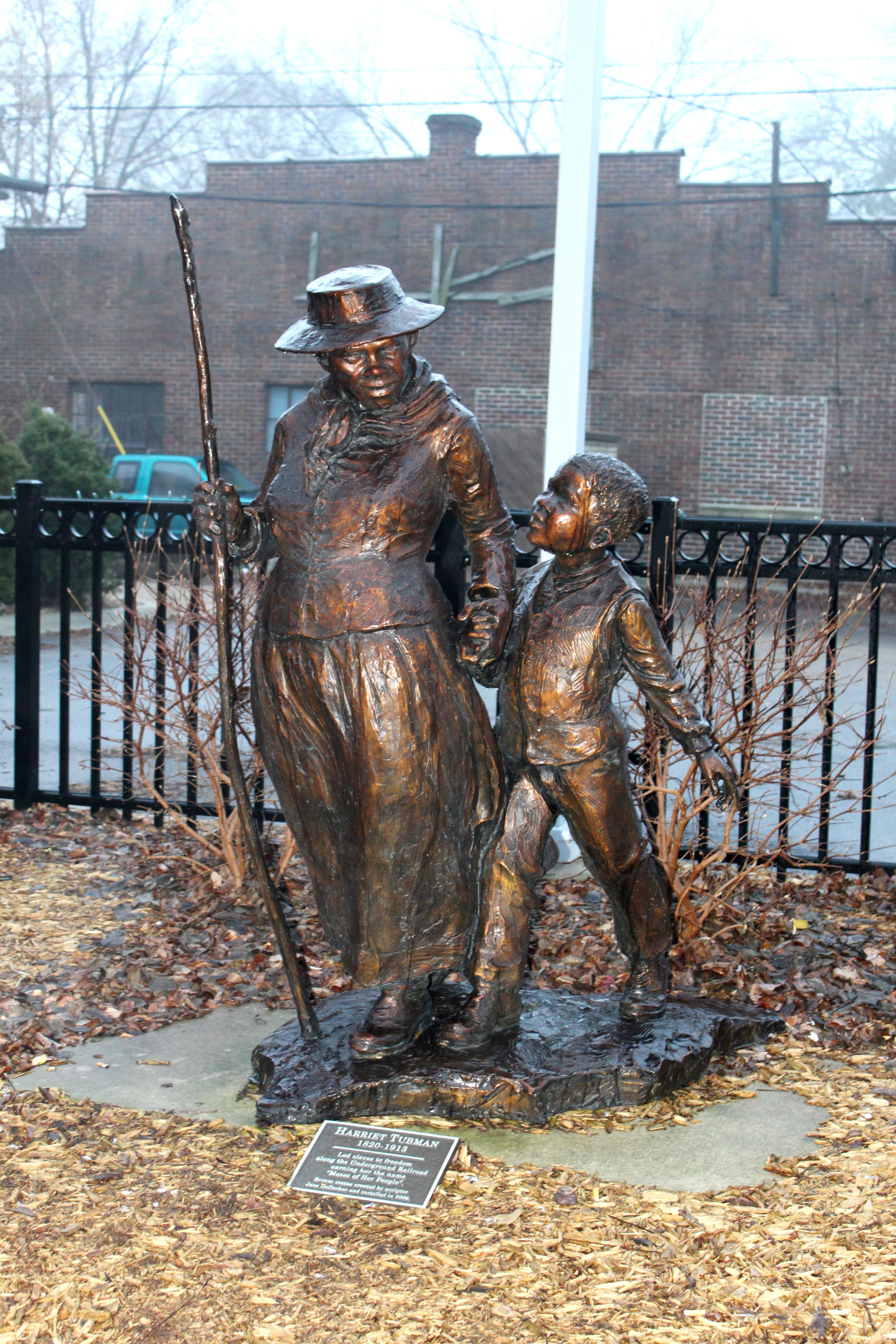
Статуя Гарриет Табмен в Ипсиланти

В 1809 году Габриэль Годфруа, франкоканадский торговец мехом из Монреаля, основал на восточном берегу реки Гурон торговый пост, а в 1823 году майор Томас Вудрафф создал на этом месте постоянное поселение, которое было включено в состав Территории Мичиган как деревня под названием Вудрафс-Гров (англ. Woodruff’s Grove).
В 1825 году недалеко от западной стороны Гурона был основан отдельный населённый пункт Ипсиланти, получивший своё название в честь Димитриоса Ипсиланти, героя Греческой войны за независимость.
В 1829 году, когда Димитриос Ипсиланти одержал решающую победу в битве при Петре, Вудрафс-Гров сменил своё название на Ипсиланти, а две общины в конечном итоге слились в одну.
4 февраля 1858 года деревня Ипсиланти приобрела статус города.
Мраморный бюст Димитриоса Ипсиланти работы греческого скульптора Кристофера Настоса стоит в окружении государственных флагов Греции и США у подножия Водонапорной башни города Ипсиланти — объекта, внесённого в Национальный реестр исторических мест США. Скульптура была установлена в 1928 году по инициативе и при финансовой поддержке Американо-греческого прогрессивного просветительского союза (AHEPA). Работу презентовал городу верховный президент AHEPA Дин Алфанж. В 1995 году скульптура была реставрирована и вновь установлена также при поддержке AHEPA.

### Автомобильная промышленность
В 1920—1922 годах «Apex Motors» выпускал автомобили «ACE».
В Ипсиланти автомобильный дизайнер и предприниматель Престон Такер, чья семья владела компанией «Ypsilanti Machine & Tool», разработал и построил прототипы автомобиля Tucker '48. Фильм «Такер: Человек и его мечта» (1988) Фрэнсиса Форда Копполы основан на истории производства Tucker (см. также Tucker Corporation).
В 1945 году Генри Кайзер и Джозеф Фрейзер выкупили у компании «Ford Motor» бывший оборонный завод «Willow Run», производивший бомбардировщики «B-24 Liberator», и в 1947 году начали выпускать автомобили. В 1953 году со сборочного конвейера в Ипсиланти сошла последняя машина Kaiser, когда компания слилась с «Willys-Overland» и перенесла производство в Толидо (Огайо). Корпорация «General Motors» приобрела завод «Kaiser-Frazer», превратив его в подразделение Hydramatic (сегодня Powertrain), начав производство в ноябре 1953 года. В 2010 году подразделение «GM Powertrain» прекратило производство на этом объекте.
В Ипсиланти располагалось последнее агентство по продаже автомобилей компании «Hudson». Сегодня в бывшем местном агентстве фирмы находится Музей автомобильного наследия города Ипсиланти, в котором, в частности, хранится оригинальный гоночный автомобиль «Fabulous Hudson Hornet» (см. также Hudson Hornet), вдохновивший персонажа Дока Хадсона в анимационном фильме «Тачки» (2006) компании «Pixar».

### Политика
В начале 1970-х годов, наряду с соседним городом Анн-Арбор, жители Ипсиланти вынудили местные власти снизить штраф за использование и продажу марихуаны до 5 долларов (Инициатива легализации марихуаны в Ипсиланти (англ. Ypsilanti Marijuana Initiative; см. также Партия прав человека). Когда в городе в соответствии с законодательством штата было возбуждено дело против мужчины, у которого изъяли 45 кг каннабиса, защита заявила, что ему должно быть предъявлено обвинение в рамках постановлений местных органов власти. Судья объявил, что требование о преследовании в судебном порядке исключительно в рамках городского закона носит необязательный характер. Апелляционный суд оставил это решение в силе. Позднее Городской совет Ипсиланти, используя свои полномочия по проведению кодификации, отменил данный закон.
В 1979 году Фаз Хусейн был избран в Городской совет Ипсиланти, став первым мусульманином и первым уроженецем Индии, занявшим выборную должность в Мичигане.
В 1990-х годах Ипсиланти стал первым городом в Мичигане, принявшим постановление о прожиточном минимуме.
В конце 1990-х годов в городе было принято постановление, предусматривающее запрет на дискриминацию в жилищной сфере, сфере труда и в местах общественного пользования по признакам сексуальной ориентации, гендерной идентичности/трансгендерности, весу тела (избыточный или пониженный вес). Два предложения по отмене данного постановления возглавлялись и финансировались консерваторами, включая предпринимателя Тома Монагана, основателя компании «Domino’s Pizza», однако их принятие потерпело неудачу, не набрав необходимого количества голосов.
23 июля 2007 года губернатор Дженнифер Грэнхолм объявила о том, что Ипсиланти, наряду с городами Каро и Клайо, был выбран Управлением по развитию жилищного строительства штата Мичиган (MSHDA) для участия в программе «Blueprints for Michigan’s Downtowns», предусматривавшей предоставление консультаций по экономическому развитию для оказания помощи в разработке стратегии роста и создании рабочих мест в центральной части города.

### Предпринимательство

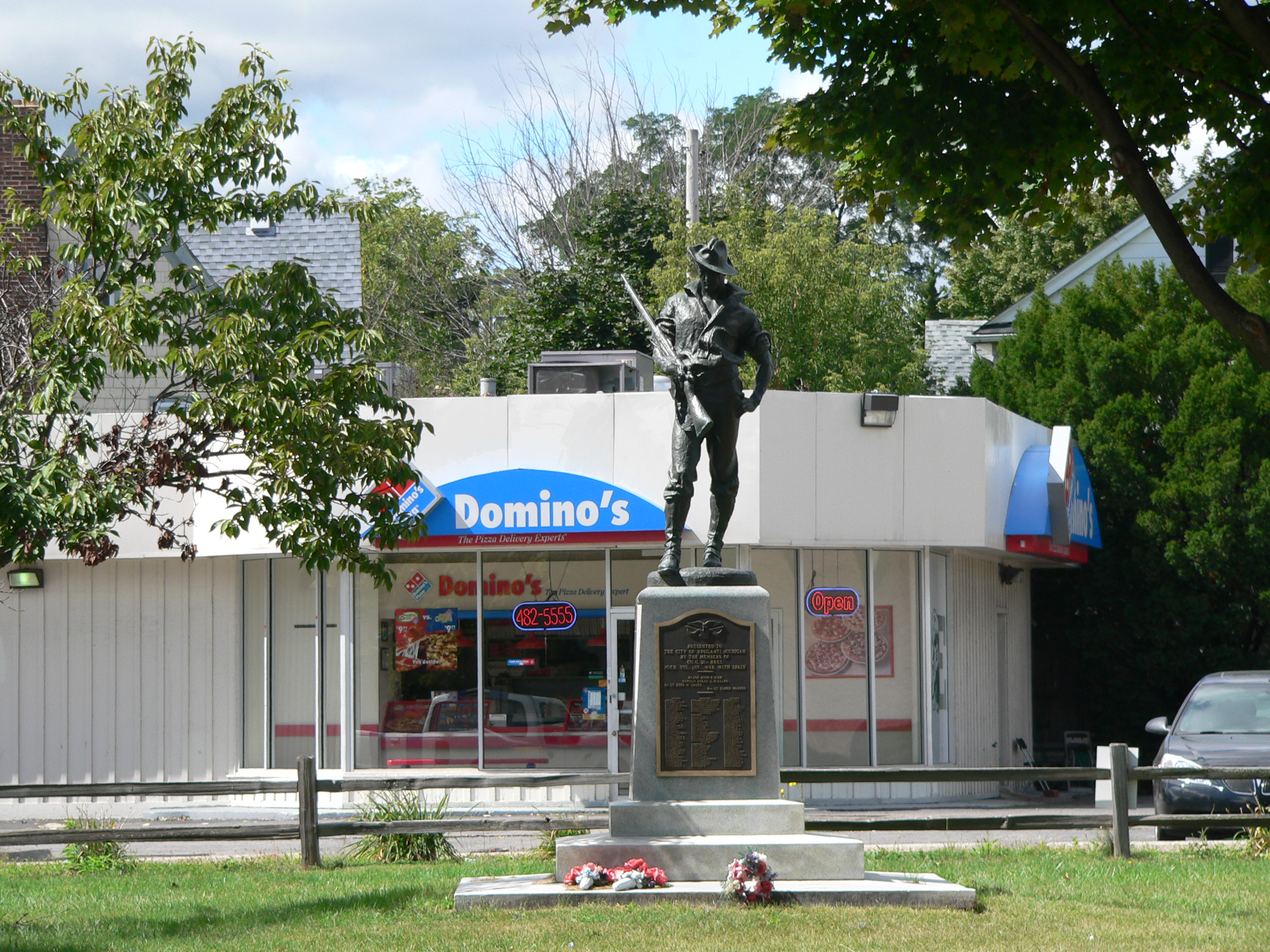
Памятник воину Испано-американской войны напротив ресторана «Domino’s Pizza» в Ипсиланти

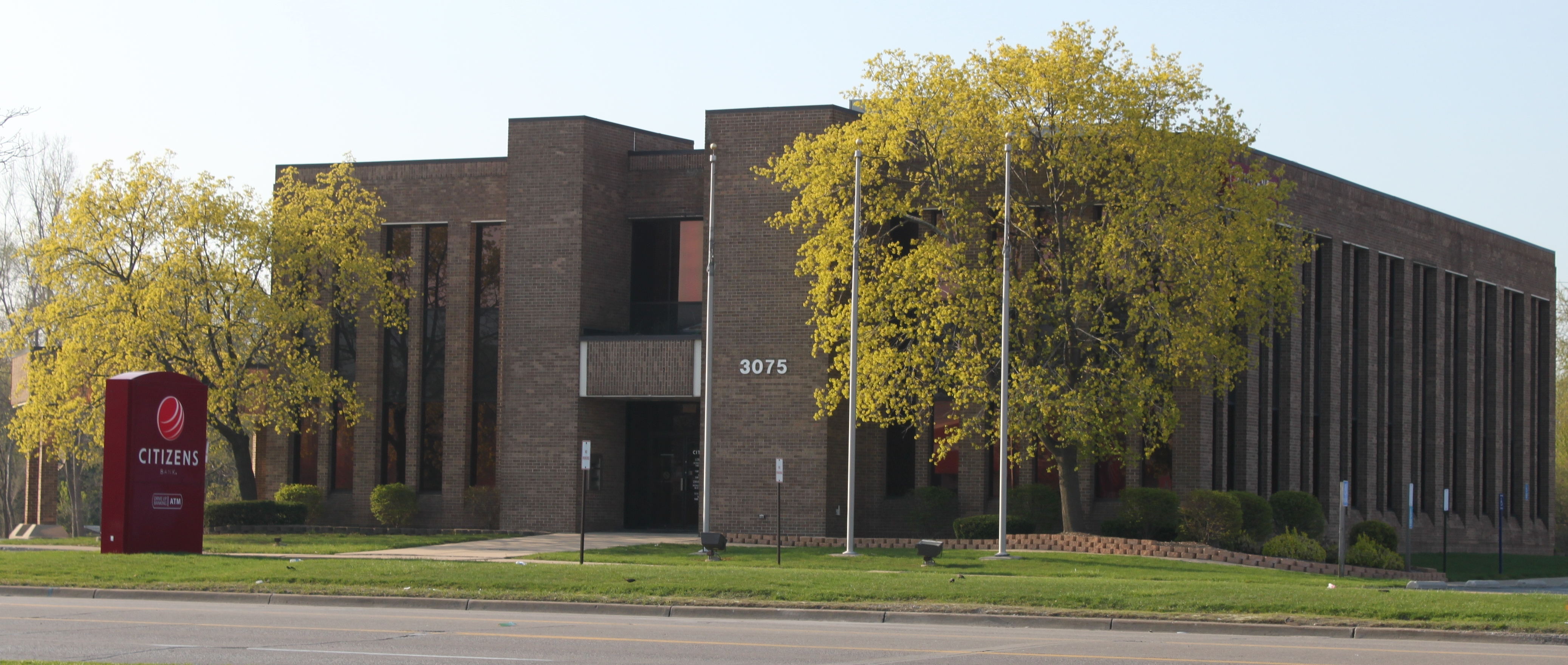
Citizens Bank в Ипсиланти

В 1946 году бизнесмен Уоррен Эйвис основал в Ипсиланти компанию «Avis Rent a Car System».
В 1960 году бизнесмен Том Монаган и его брат Джеймс приобрели недалеко от кампуса Университета Восточного Мичигана небольшой магазин пиццы «DomiNick’s», который в 1965 году был переименован в «Domino’s Pizza». На сегодняшний день это одна из крупнейших в мире сетей пиццерий.
В Ипсиланти располагается филиал «Charter One Bank», принадлежащего банковской компании «Citizens Financial Group» — одного из крупнейших в США банков.

## Физико-географическая характеристика

### География
Согласно Бюро переписи населения США, общая площадь города составляет 11,71 кв. км, из которых 11,21 км² приходятся на сушу, а 0,49 ка. км — на водное пространство. Река Гурон протекает через Ипсиланти и одноимённый тауншип.

## Население

### Перепись населения 2010 года
По данным переписи населения 2010 года, в городе проживало 19 435 человек, 2 880 семей и насчитывалось 8 026 домохозяйств. Плотность населения была равна 1 733 жителям на кв. км, количество жилищных единиц было равно 9 271 со средней плотностью застройки 826,7 на кв. км.
Расовый состав был представлен 61,5 % белых американцев, 29,2 % афроамериканцев, 0,6 % коренных американцев, 3,4 % американцев азиатского происхождения и 1,1 представителей других рас, а также 4,3 % смешанной расы. 3,9 % от общего числа населения составляли испанцы или латиноамериканцы.
Из 8 026 домохозяйств в 18,4 % проживали дети в возрасте до 18 лет, 19,7 % составляли проживающие вместе супружеские пары, 12,1 % — домохозяйки без супругов, 4,0 % — домохозяева без супруг и 64,1 % — несемейные домохозяйства. 42,9 % всех домохозяйств состояли из отдельных лиц, а 7,8 % — живущих в одиночестве пожилых людей в возрасте от 65 лет и старше. Средний размер домохозяйства составлял 2,06, а средний размер семьи — 2,92 человека.
14,1 % от общего числа населения составляли жители в возрасте до 18 лет, 35,8 % от 18 до 24 лет, 25,3 % от 25 до 44 лет, 16,6 % от 45 до 64 лет и 8,3 % от 65 лет и старше. Средний возраст был равен 25 годам. Гендерный состав был представлен 49,7 % мужчин и 50,3 % женщин.

### Перепись населения 2000 года
По данным переписи населения 2000 года, в городе проживало 22 362 человека, 3 377 семей и насчитывалось 8 551 домохозяйств. Плотность населения была равна 1 962,3 жителям на кв. км, количество жилищных единиц было равно 9 215 со средней плотностью застройки 808,6 на кв. км.
Расовый состав был представлен 61,40 % белых американцев, 30,58 % афроамериканцев, 0,44 % коренных американцев, 3,18 % американцев азиатского происхождения, 0,07 % жителей островов Тихого океана и 1,32 представителей других рас, а также 3,01 % смешанной расы. 2,47 % от общего числа населения составляли испанцы или латиноамериканцы. 13,6 % были немецкого, 6,8 % — ирландского, 6,4 % — английского и 5,5 % — польского происхождения.
Из 8 551 домохозяйства в 19,2 % проживали дети в возрасте до 18 лет, 23,0 % составляли проживающие вместе супружеские пары, 13,2 % — домохозяйки без супругов и 60,5 % — несемейные домохозяйства. 40,4 % всех домохозяйств состояли из отдельных лиц, а 6,2 % — живущих в одиночестве пожилых людей в возрасте от 65 лет и старше. Средний размер домохозяйства составлял 2,15, а средний размер семьи — 2,96 человека.
15,9 % от общего числа населения составляли жители в возрасте до 18 лет, 38,2 % от 18 до 24 лет, 26,4 % от 25 до 44 лет, 12,4 % от 45 до 64 лет и 7,0 % от 65 лет и старше. Средний возраст был равен 24 годам. На 100 женщин приходилось 89,8 мужчин, при этом на аналогичное количество женщин в возрасте 18 лет и старше приходилось 86,2 мужчин.
Средний показатель доходов на домохозяйство составлял 28 610 долларов, а на семью — 40 793 доллара. Мужчины имели средний доход 30 328 долларов, а женщины — 26 745 долларов. Доход на душу населения был равен 16 692 долларам. Около 16,9 % семей и 25,8 % от общего числа населения жили ниже черты бедности, в том числе 30,1 % из них моложе 18 лет и 15,3 % — в возрасте от 65 лет и старше.

## Уменьшительно-ласкательные названия города
Название «Ипсиланти» часто сокращается до «Ипси» (англ. Ypsi), особенно в разговорной речи и местном/региональном использовании.
По причине того, что большое количество местных жителей или их предков мигрировали из историко-этнографической области Аппалачия, определённые районы (особенно в дальней восточной части города и в Испиланти-Тауншипе) иногда называются «Ипситаки» (англ. Ypsitucky). Роман Гарриет Арноу «Кукольный мастер», по мотивам которого был снят одноимённый фильм (1984) с Джейн Фондой в главной роли, посвящён жизни обитателей гор Аппалачи ипситакианцев (англ. Ypsituckians).
В последние годы термину «Ипситаки» стало уделяться более пристальное внимание по причине исторически сложившейся уничижительной коннотации при его использовании. Так, в 2008 году этот вопрос был поднят после того, как прошедший в Анн-Арборе банкет в честь Гарриет Арноу в некоторых пресс-релизах организатора данного мероприятия был назван «Ужин в Ипситаки» (англ. Ypsitucky Supper). В 2009 году началось планирование нового музыкального фестиваля «Ипситаки Джамбори» (англ. Ypsitucky Jamboree), посвящённого фольклорному жанру блюграсс, которое должно было состояться в Ипсиланти в сентябре месяце. Последовавшие возражения со стороны некоторых местных жителей и ряда членов Городского совета привели к тому, что мероприятие было переименовано в «Джамбори».

## Образование

### Среднее образование
1 июля 2013 года Государственные школы Ипсиланти и Общинные школы Уиллоу-Рана объединились с образованием нового школьного округа Ypsilanti Community Schools, в которых обучаются как жители города, так и часть населения тауншипов Испиланти и Сьюпириор.
В городе функционирует чартерная Арборская подготовительная старшая школа.

### Высшее образование
В университетском городе Ипсиланти расположен Университет Восточного Мичигана (EMU), основанный в 1849 году как Мичиганская нормальная школа (англ. Michigan State Normal School; с 1959 года — университет). Сегодня в EMU обучается свыше 18 000 студентов бакалавриата и более 4 800 — магистратуры и докторантуры.

### LINGUIST List
В Ипсиланти находился сайт LINGUIST List — крупнейший онлайн-ресурс в области лингвистики. Его штат состоял, в основном, из магистрантов и докторантов Университета Восточного Мичигана.

## Достопримечательности

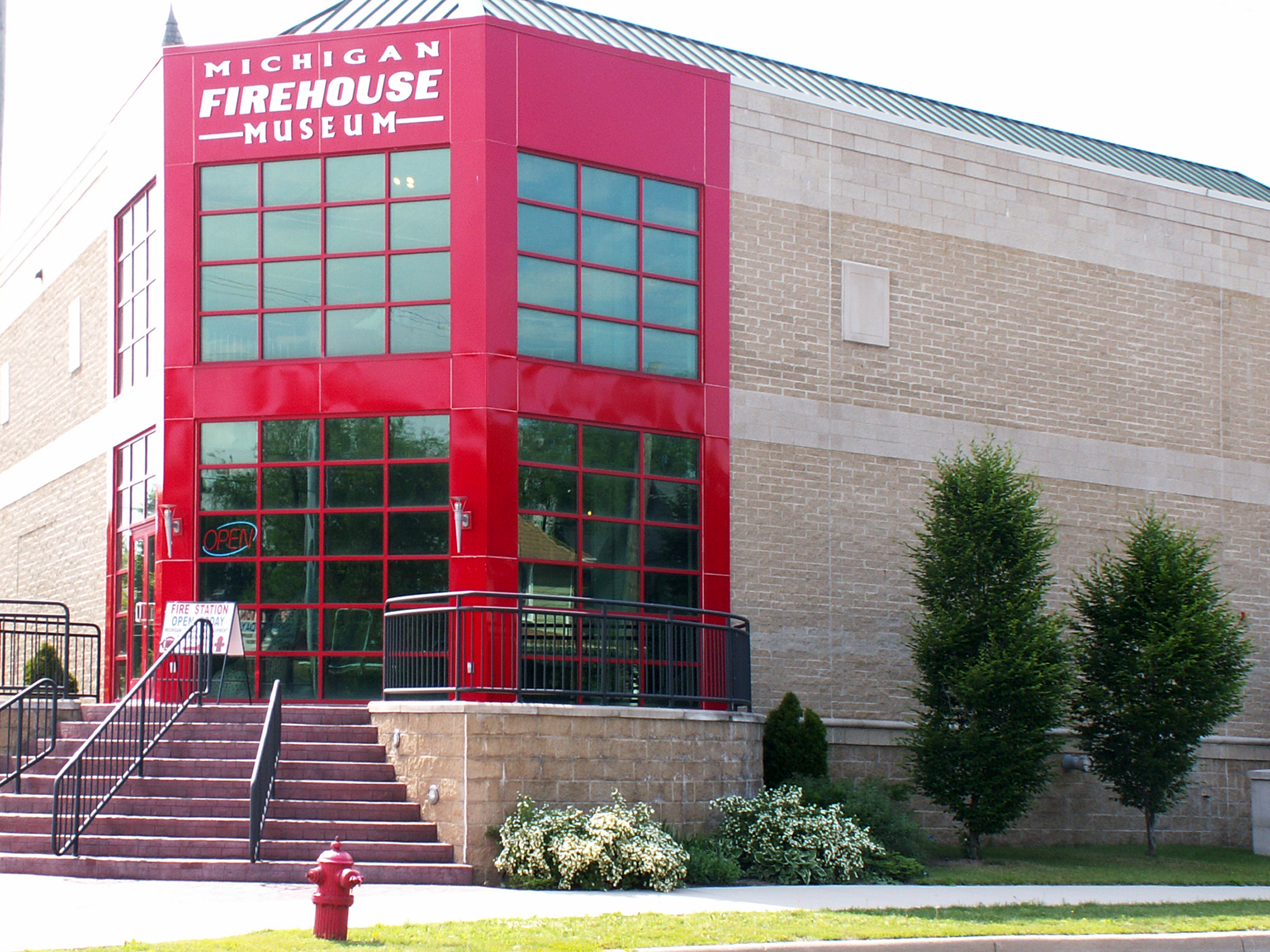
Новая пристройка к историческому зданию, в котором располагается Мичиганский музей пожарной охраны, была завершена летом 2002 года

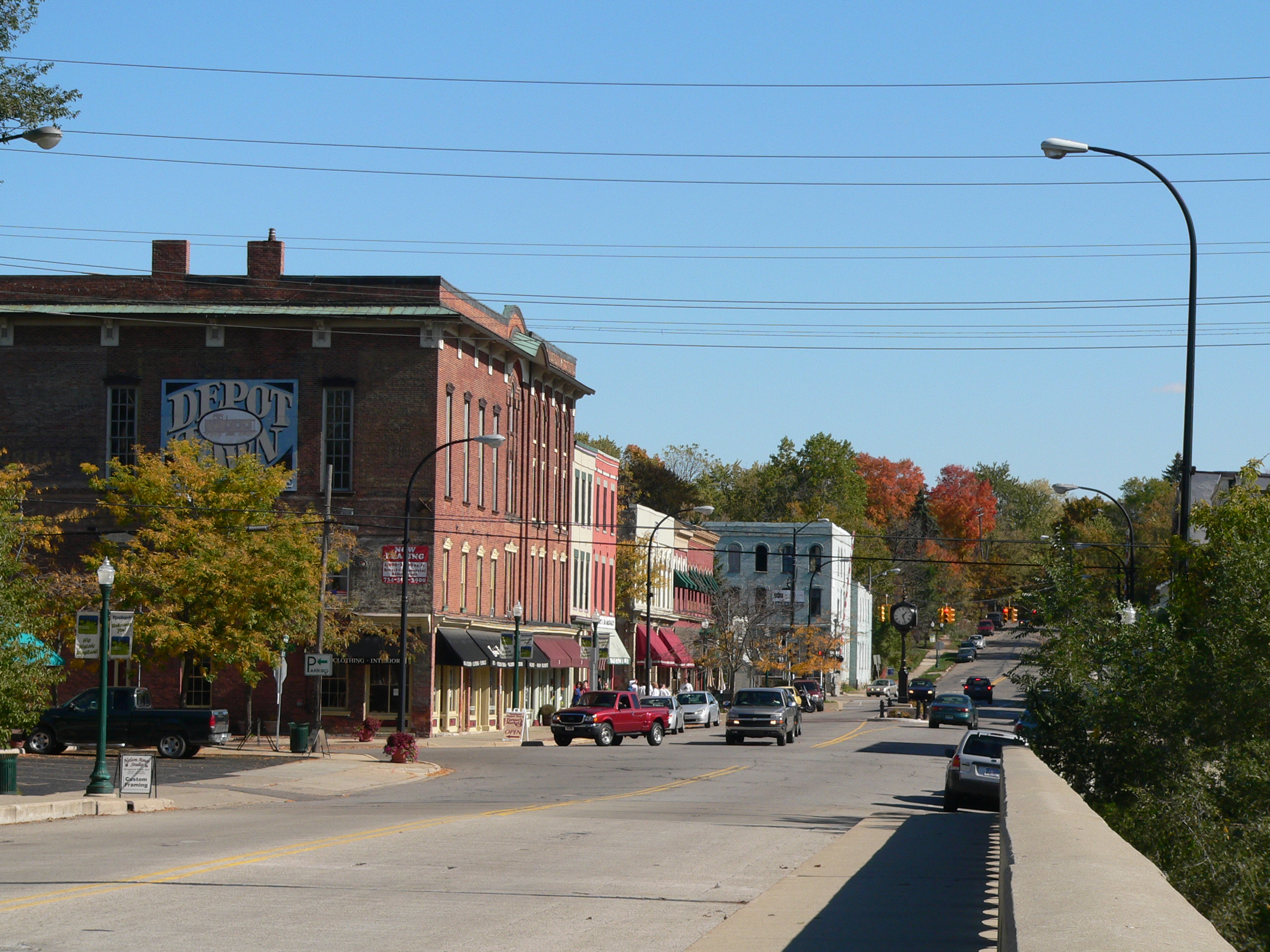
Вид на Дипо-Таун с моста Кросс-стрит над рекой Гурон (октябрь 2008 года)

Ипсиланти является местом расположения самого крупного в штате Мичиган непрерывного исторического района, уступая в этом лишь гораздо более крупному городу Гранд-Рапидс. Исторический район включает в себя центр города Ипсиланти вдоль Мичиган-авеню и торговый район Дипо-Таун, прилегающий к Фрог-Айленд-парку и Риверсайд-парку, в котором имеется множество специализированных магазинов, баров и гриль-баров, а также фермерский рынок.
Тридж (англ. Tridge) — это трёхпролётный деревянный надземный пешеходный мост под мостом Кросс-стрит над рекой Гурон, соединяющий Риверсайд-парк, Фрог-Айленд-парк и Дипо-Таун.
В 2003 году Водонапорная башня города Ипсиланти, находящаяся в непосредственной близости от кампуса Университета Восточного Мичигана, стала победителем конкурса «Самое фаллическое строение», который проводил журнал «Cabinet».

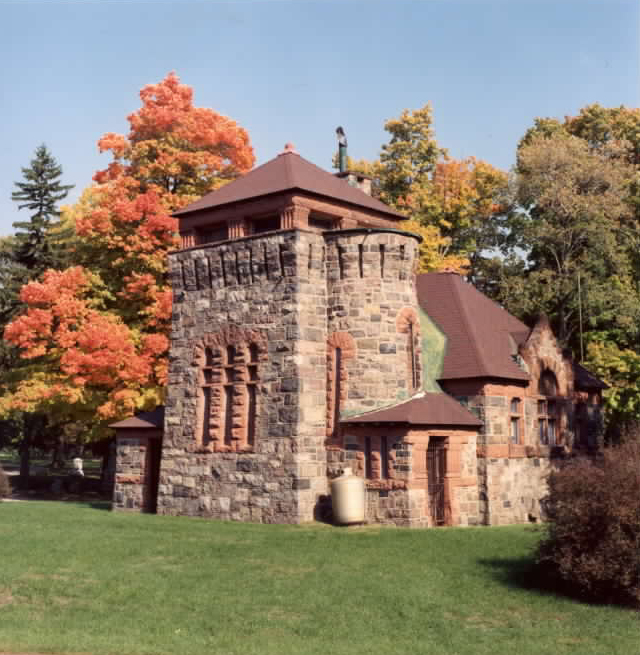
Часовня на территории кладбища «Хайленд»

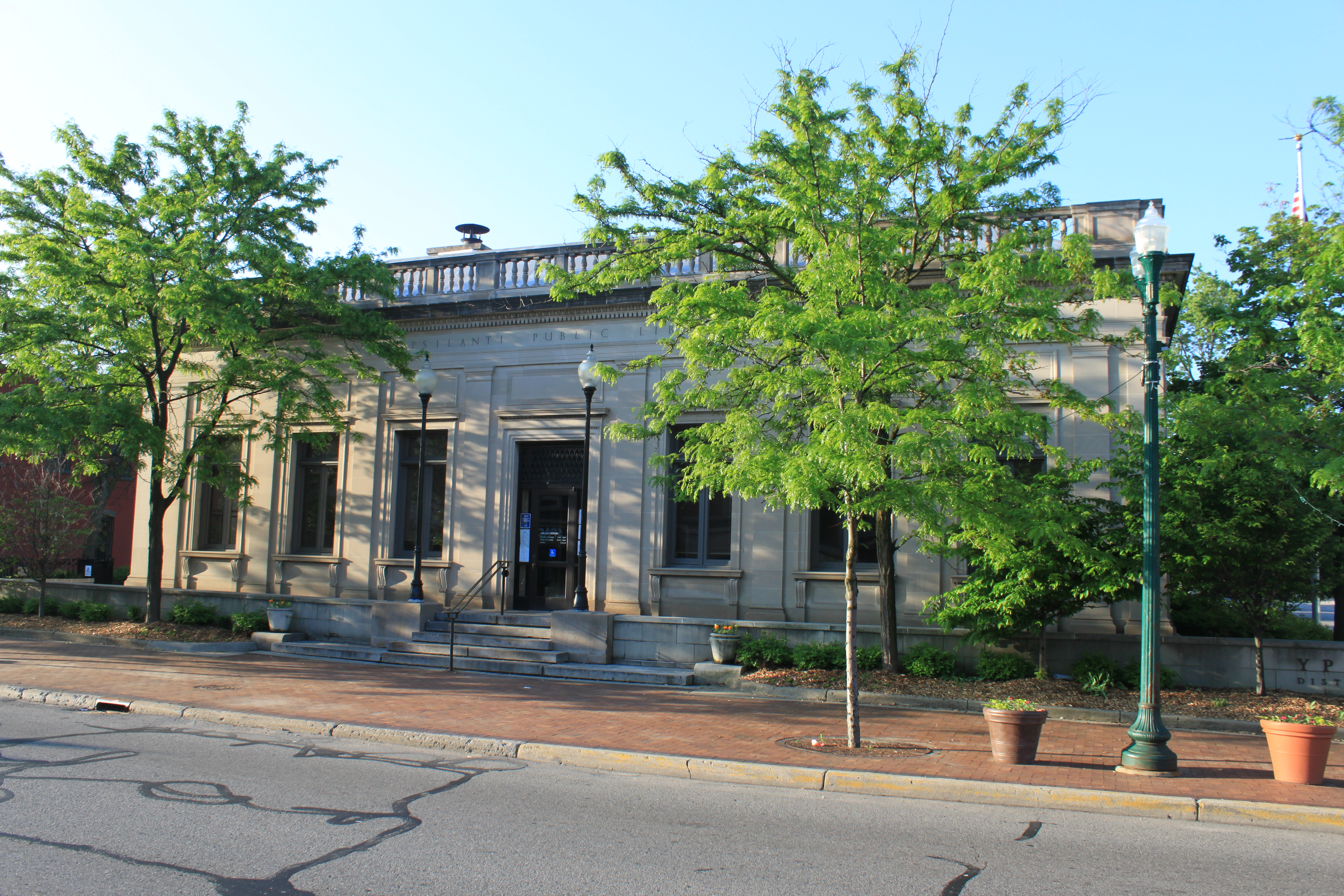
Районная библиотека города Ипсиланти

### Другие объекты, представляющие интерес
- Районная библиотека города Ипсиланти[англ.];
- Исторический музей города Ипсиланти[англ.] (расположен в викторианском особняке, построенном в 1860 году);
- Музей автомобильного наследия города Ипсиланти[англ.];
- Мичиганский музей пожарной охраны (основан в 1998 году с целью сохранения здания пожарной части, построенного в 1898 году);
- Водонапорной башни города Ипсиланти[англ.] (построена в 1890 году);
- Продуктовый кооператив города Ипсиланти[англ.];
- Кладбище «Хайленд»[англ.];
- Зрительный зал имени Пиза[англ.] (в кампусе Университета Восточного Мичигана);
- Старквезер-холл[англ.], построенный в 1896 году как студенческий религиозный центр. Внесён в Национальный реестр исторических мест США (в настоящее время является местом расположения Колледжа почётных званий Университета Восточного Мичигана).

## Местные СМИ
Издания газет, ежедневно освещающих жизнь Ипсиланти, находятся в Детройте. Ранее город располагал собственной ежедневной газетой «Ypsilanti Press», которая прекратила свою деятельность 28 июня 1994 года спустя 90 лет существования. После закрытия, «Ypsilanti Press» продала свои выходные данные, архивы и список подписчиков газете «The Ann Arbor News», которая начала выпускать тираж для Ипсиланти. «The Ann Arbor News» перестала издаваться 23 июля 2009 и была заменена новостной интернет-газетой AnnArbor.com, которая также выпускает печатные издания по четвергам и воскресеньям.
Еженедельная газета «Ypsilanti Courier» публикуется каждый четверг компанией «Heritage Newspapers», бюро которой находятся в Салине.

### Местные радиостанции
- WEMU FM[англ.] (89.1 FM), общественная радиостанция, транслирующая музыку джаз и блюз, а также новости Национального общественного радио из Университета Восточного Мичигана;
- WQBR[англ.] (высокочастотный канал 610 AM и University Cable Channel 10), радиостанция Университета Восточного Мичигана, управляемая студентами;
- WDEO[англ.] (990 AM), католическая религиозная радиостанция, целевой аудиторией которой является население Детройтского метрополитенского ареала;
- WSDS[англ.] (1480 AM);
- WAAM[англ.] (1600 AM), консервативная разговорно[англ.]-новостная[англ.] станция, обслуживающая округ Уоштено. Транслирует местные ток-шоу, спортивные и музыкальные передачи. Принадлежит компании «First Broadcasting».

## Транспорт

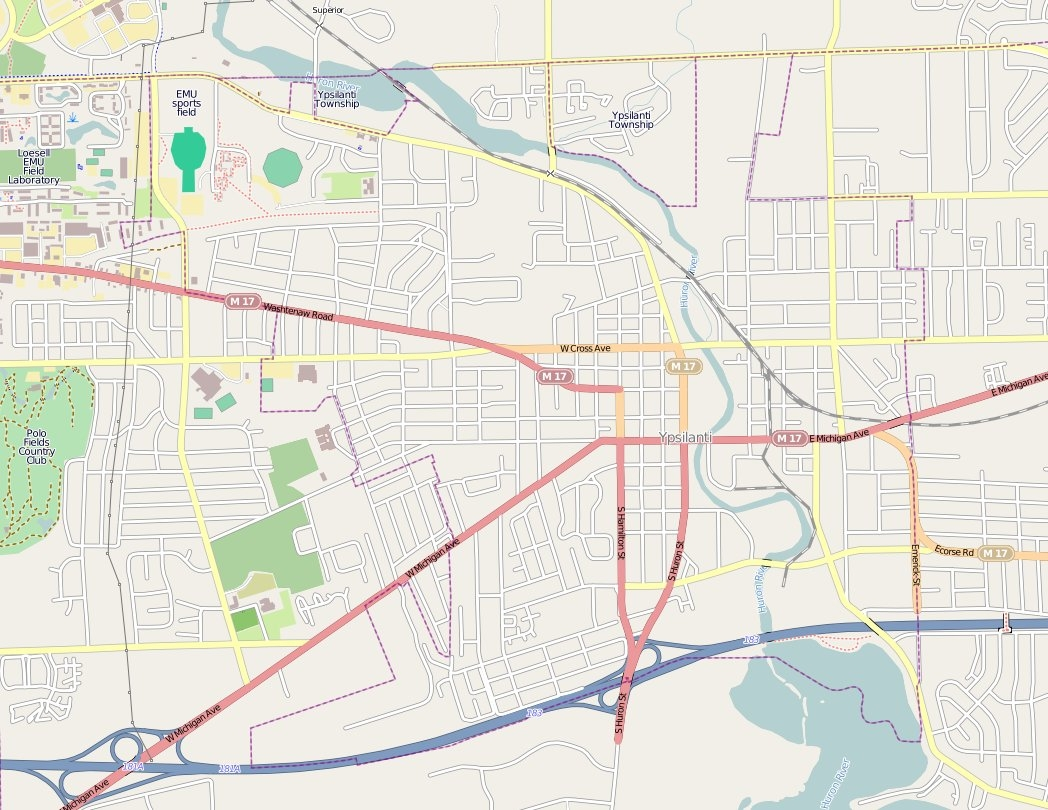
Карта Ипсиланти

### Автомобильные дороги
- I-94;
- US 12;
- US 23;
- US 12;
- M-17[англ.].

### Воздушный транспорт
- Аэропорт «Уиллоу-Ран»[англ.] В данном аэропорту базируются авиакомпании Kalitta Air и Kalitta Charters.

### Другое
- Скоростной пассажирский поезд Wolverine[англ.], эксплуатируемый железнодорожной компанией «Amtrak»[22];
- Тропа B2B[англ.], петляющая по территории Ипсиланти, и связывающая его с городами Анн-Арбор и (в конечной точке маршрута) Декстер[англ.].

## Культура

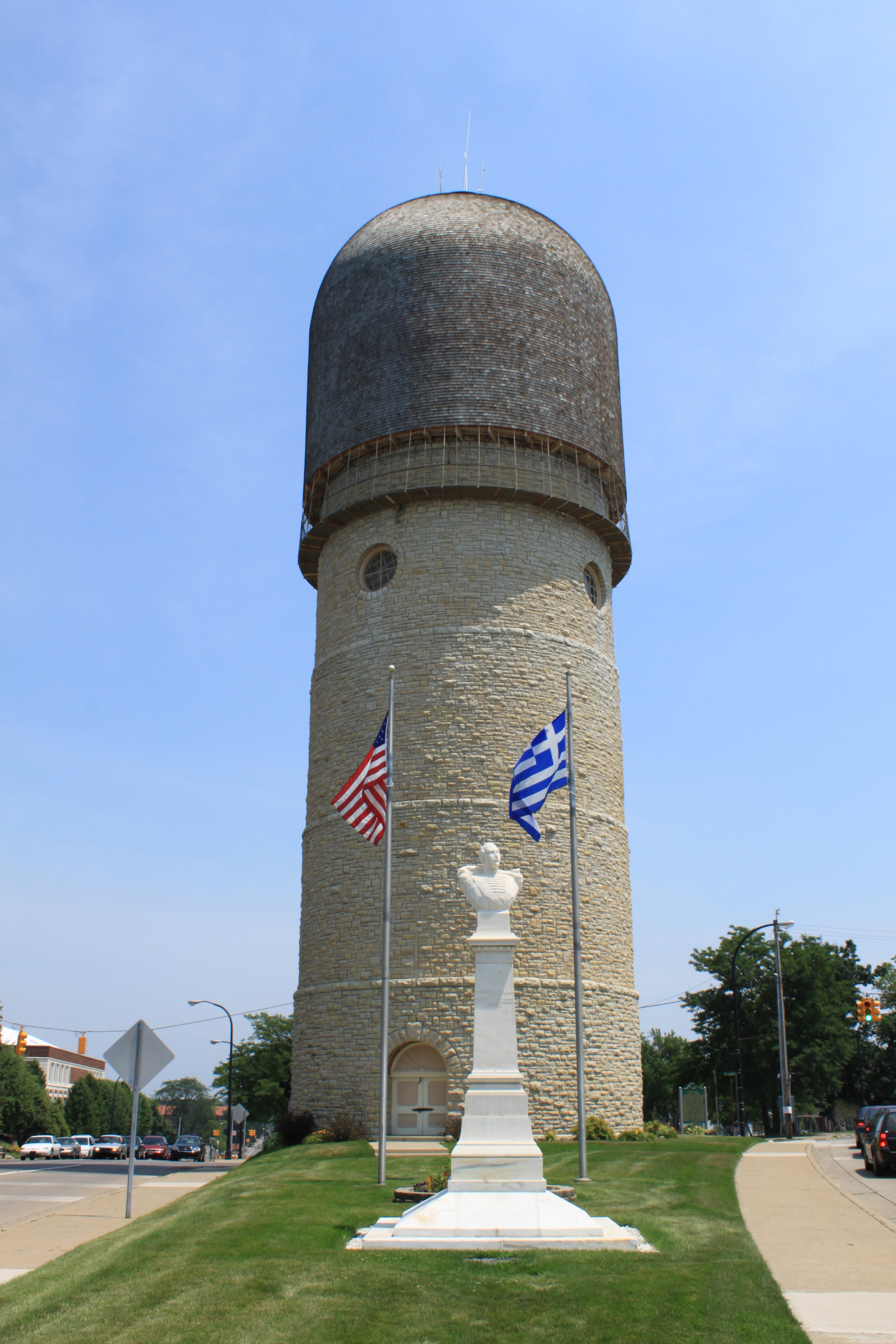
Водонапорная башня города Ипсиланти и бюст Димитриоса Ипсилантиса

В 1963 году Клара Оуэнс основала в городе Греческий театр Ипсиланти (англ. Ypsilanti Greek Theater) для исполнения в нём постановок греческого театра (см. также Театр Греции).
В 1966 году Греческий театр Ипсиланти открыл сезон на территории бейсбольного поля Университета Восточного Мичигана. Берт Лар и Джудит Андерсон исполнили главные роли в постановках «Орестея» Эсхила и «Птицы» Аристофана.
С 1979 года город приобрёл известность благодаря своим летним фестивалям, проходящим в Дипо-Тауне, находящемся поблизости от Риверсайд-парка и Фрог-Айленд-парка вдоль берегов реки Гурон. Среди них Фестиваль наследия города Ипсиланти, Мичиганский Элвисфест, Фестиваль осиротевших автомобилей, Летний фестиваль пива, проводимый Гильдией пивоваров Мичигана, бывший Фрог-Айлендский фестиваль, а также Латиноамериканский фестиваль.
В конце 1980-х годов художница Фэй Клейнман перебралась в Ипсиланти вместе со своим супругом, академическим музыкантом Эмануэлем Левенсоном.

## В массовой культуре
- В книге «Человек без родины» (2005) писателя-сатирика Курта Воннегута, Глава X начинается со слов «Пару лет назад одна энергичная женщина из Ипсиланти прислала мне письмо».
- В 1983 году Городской совет Ипсиланти объявил песню «Back To Ypsilanti» Ли Ослера официальной песней города.
- Рок-музыкант Игги Поп вырос в трейлерном парке[англ.] Коучвилл на Карпентер-роуд в тауншипе Питсфилд[англ.] (рядом с Ипсиланти)[23].
- Ипсиланти упоминается в названии песни Суфьяна Стивенса «For the Widows in Paradise, for the Fatherless in Ypsilanti», входящей в альбом «Michigan» (2003).
- Портрет джазового гитариста[англ.] Рэнди Наполеона[англ.], написанный его бабушкой Фэй Клейнман, является частью постоянной коллекции произведений искусства Районной библиотеки города Ипсиланти.
- В лютеранской церкви Эммануэля города Ипсиланти проходили двухдневные съёмки фильма «Стоун» (2010) с Робертом Де Ниро в главной роли. Похороны и несколько наружных сцен были сняты в церкви, а местные жители принимали в них участие в качестве статистов[24].
- В Ипсиланти проходили съёмки фильма «Немножко женаты» (2012) с Джейсоном Сигелом и Эмили Блант в главных ролях.
- Ипсиланти является местом действия эпизода «Очень сверхъестественное Рождество» телесериала «Сверхъестественное».

## Города-побратимы
- Нафплион, Греция (с 1997 года)